# السفير البابوي

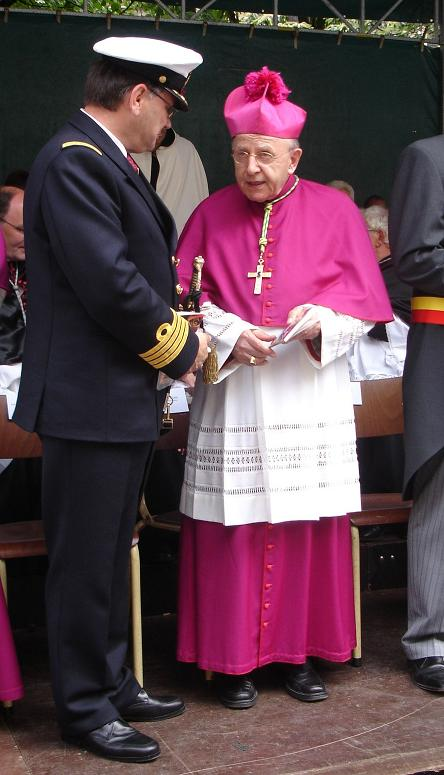
رئيس الأساقفة كارل جوزيف راوبر، سفير الفاتيكان السابق لبلجيكا ولوكسمبورغ

السفير البابوي (باللاتينية: nuntius apostolicus)‏؛ يُعرف أيضًا باسم السفير الرسولي أو ممثل البابا هو دبلوماسي كنسي، يعمل كمبعوث أو ممثل دبلوماسي دائم للكرسي الرسولي لدى دولة أو منظمة دولية. يتم تعيين السفير الرسولي من قبل ويمثل الكرسي الرسولي، وهو رئيس البعثة الدبلوماسية، التي تسمى بالسفارة الباباوية. يختلف الكرسي الرسولي من الناحية القانونية عن مدينة الفاتيكان أو الكنيسة الكاثوليكية. في العصر الحديث، عادة ما يكون السفير رئيس أساقفة.
يُعادل السفير الرسولي عمومًا رتبة السفير فوق العادة والمفوض، على الرغم من أن السفير في البلدان الكاثوليكية غالبًا ما يكون أعلى من السفراء في البروتوكول الدبلوماسي. يؤدي السفير البابوي نفس وظائف السفير العادية وله نفس الامتيازات الدبلوماسية. بموجب اتفاقية فيينا للعلاقات الدبلوماسية لعام 1961، التي يعتبر الكرسي الرسولي طرفًا فيها، فإن السفير البابوي هو سفير مثل أي دولة أخرى. تسمح اتفاقية فيينا للدولة المضيفة بمنح الأقدمية إلى السفير الباباوي على غيره من رتبة السفراء، وقد تمنح عمادة السلك الدبلوماسي في ذلك البلد إلى السفير الباباوي بغض النظر عن الأقدمية.  يُطلق على ممثل الكرسي الرسولي في بعض الحالات اسم مندوب أو، في حالة الأمم المتحدة، مراقب دائم.
بالإضافة إلى ذلك، يعمل السفير كحلقة وصل بين الكرسي الرسولي والكنيسة في بلد الاعتماد، ويشرف على أسقفية الأبرشية (عادة ما يكون مؤتمر أساقفة وطني أو متعدد الجنسيات للأساقفة وله رئيسه الخاص، ينتخب من قبل أعضائه). للسفارة دور هام في اختيار الأساقفة.

## المصطلحات والتاريخ
اسم "nuncio" مشتق من الكلمة اللاتينية القديمة nuntius، والتي تعني "المبعوث" أو "الرسول". بما أن هؤلاء المبعوثين معتمدين لدى الكرسي الرسولي على هذا النحو وليس لدى دولة الفاتيكان، فإن المصطلح يؤكد على الطبيعة الفريدة للبعثة الدبلوماسية.  تدعي مدونة القانون الكنسي لعام 1983 "الحق الفطري" في إرسال واستقبال المندوبين بشكل مستقل عن تدخل السلطة المدنية غير الكنسية. القانون الكنسي يعترف فقط بقيود القانون الدولي على هذا الحق. 
في البلدان التي ليس للكرسي الرسولي علاقات دبلوماسية معها، يمكن إرسال مندوب رسولي للعمل كحلقة وصل مع الكنيسة الرومانية الكاثوليكية في ذلك البلد، على الرغم من عدم اعتماده لدى حكومتها. يتمتع المندوبون الرسوليون بنفس الرتبة الكنسية التي يتمتع بها السفراء، لكن ليس لديهم وضع دبلوماسي رسمي، على الرغم من أنهم يتمتعون في بعض البلدان ببعض الامتيازات الدبلوماسية. على سبيل المثال، خدم مندوب رسولي بصفته الممثل الدبلوماسي الفعلي للكرسي الرسولي لدى الولايات المتحدة والمملكة المتحدة، إلى أن أقامت كلتا الدولتين الأنجلوساكسونية الرئيسية ذات التقليد البروتستانتي علاقات كاملة مع الكرسي الرسولي في أواخر القرن العشرين، مما يسمح بتعيين سفير بابوي. رئيس الأساقفة بيو لاغي، على سبيل المثال، كان أول مندوب رسولي، ثم سفير بابوي، إلى الولايات المتحدة خلال رئاسات جيمي كارتر ورونالد ريغان وجورج بوش الأب.
كما يتم إرسال المندوبين الرسوليين إلى مناطق مثل جزر الهند الغربية وجزر المحيط الهادئ. يتم أيضًا تعيين هؤلاء المندوبين سفراء للعمليات في بعض الدول العديدة التي تغطيها وفودهم على الأقل، ولكن المنطقة الموكلة إليهم تحتوي أيضًا على إقليم واحد أو أكثر إما أنها ليست دولًا مستقلة أو دول ليس لديها علاقات دبلوماسية مع الكرسي الرسولي .
تنص المادة 16 من اتفاقية فيينا للعلاقات الدبلوماسية على ما يلي:
1. يكون لرؤساء البعثات الأسبقية في فئتهم الخاصة في ترتيب تاريخ ووقت تولي مهامهم وفقًا للمادة 13.
2. لا تؤثر التغييرات في أوراق اعتماد رئيس البعثة التي لا تنطوي على أي تغيير في الدرجة على أسبقيته.
3. لا تخل هذه المادة بأي ممارسة مقبولة من قبل الدولة المستقبلة فيما يتعلق بأسبقية ممثل الكرسي الرسولي.

وفقًا لهذه المادة، فإن العديد من الدول (حتى الدول ذات الغالبية الكاثوليكية مثل ألمانيا وسويسرا بما في ذلك الغالبية العظمى في وسط وغرب أوروبا والأمريكتين) تعطي الأسبقية للسفير البابوي على الممثلين الدبلوماسيين الآخرين.

## العلاقات متعددة الأطراف
يتم اعتماد ممثلي الكرسي الرسولي الذين يطلق عليهم اسم المراقبين الدائمين لدى العديد من المنظمات الدولية، بما في ذلك مكاتب أو وكالات الأمم المتحدة، والمنظمات الأخرى إما المتخصصة في مهمتهم أو الإقليمية أو كليهما. المراقب الدائم للكرسي الرسولي هو دائمًا رجل دين، وغالبًا ما يكون رئيس أساقفة فخري برتبة سفير. 

## روابط خارجية
- قائمة بجميع السفريات الرسولية والوفود الرسولية بواسطة Giga-Catholic Information
- السفير البابوي من الموسوعة الكاثوليكية وأماكن أخرى
- التسلسل الهرمي الكاثوليكي